# Peter Uhlig
Peter Uhlig   (Kemtau, Burkhardtsdorf, 21 de maig de 1940 - Zschopau, 1 de setembre de 1971) fou un pilot d'enduro alemany, Campió d'Europa el 1968 (primera edició d'aquest campionat). Com a membre de l'equip de la RDA guanyà el Trofeu als ISDE sis vegades entre 1963 i 1969.
Es va morir en un accident de trànsit a Zschopau, tres setmanes abans dels ISDE de 1971, any en què aquesta competició estrenava el rang de Campionat del Món. Al moment de la seva mort era casat i tenia un fill amb Erika Uhlig (Erika Schönfeld de soltera), famosa esportista de rem que fou campiona del món el 1965 en diverses disciplines d'eslàlom i canoa. Al pati del castell de Wildeck, a Zschopau, hi ha un monument en honor seu i d'altres dos membres de l'equip de MZ també morts: Werner Salevsky (1940-1991) i Hans Weber (1941-1969).

## Trajectòria esportiva
Peter Uhlig feu d'aprenent a finals dels anys 50 a la fàbrica de MZ sota el guiatge de Bernd Uhlmann, presentant-se després com a voluntaris tots dos al Nationale Volksarmee (Exèrcit Nacional Popular). Més tard, amb el suport del seu entrenador Werner Rosenbrock, va començar a competir en enduro i a obtenir aviat èxits esportius, sobretot en la cilindrada dels 175 cc, en què guanyà el campionat de la RDA de 1961 a 1970 ininterrompudament. A partir de 1970 va canviar als 350 cc i el 1971 va guanyar la prestigiosa prova Rund um Zschopau.
Al llarg de la seva carrera, Uhlig arribà a formar part sis anys de l'equip dels ISDE de la RDA (de 1963 a 1967 i el 1969). La victòria de 1967, aconseguida amb els seus companys d'equip Klaus Halser, Werner Salevsky, Hans Weber, Klaus Teuchert i Karl Heinz Wagner, els va valdre ser designats col·lectivament esportistes de l'any a la RDA. Aconseguí també algunes victòries a les principals curses internacionals, com ara a la Valli Bergamasche (1966-67) i a l'Internationale Österreichische Alpenfahrt austríac (1966).

## Palmarès
- Campió d'Europa d'enduro (1968, 175 cc)
- 6 Victòries amb l'equip de la RDA al Trofeu dels ISDE (1963 - 1967, 1969)
- 10 Campionats de la RDA en 175cc (1961 - 1970)
- 2 Victòries a la Valli Bergamasche (1966-67)
- 1 Victòria a la Rund um Zschopau (1971)